# Fredmans epistlar
Fredmans epistlar (da.: 'Fredmans epistler') er en samling på 82 digte sat til musik af Carl Michael Bellman (1740-95), en fremtrædende person i 1700-tallets svenske visesang. Selv om samlingen først blev udgivet i 1790, blev den til over en periode på ca. tyve år fra 1768. En samling på 65 sange uden sammenhængende tema blev udgivet 1791 som Fredmans sånger.
Epistlerne varierer meget i stil og virkning, fra pastoraler med rokokotema befolket af guder og halvguder fra den klassiske antik til klagesange over virkningerne af brændevinsdrikkeri, kroscener og åbenlyse improvisationer.
Teksterne, der er baseret på scener fra det daglige liv for Bellmans samtidige i den gustavianske periode i Sverige (o. 1770-1810), beskriver et galleri af fiktive og halvfiktive figurer og begivenheder, der finder sted i Stockholm.
Jean Fredman, en alkoholisk tidligere urmager, er den centrale karakter og fiktive fortæller.
I epistel 23 ligger Fredman fuld i rendestenen og taler med sig selv, en såkaldt 'soliloquy'.
Han kommer derefter til hægterne i kroen Kryp-In.
Oscar Levertin (1862-1906) har karakteriseret scenen som "the to-be-or-not-to-be of Swedish literature" – 'svensk litteraturs at være eller ikke være'. Ulla Winblad, der er delvis inspireret af Maria Kristina Kiellström (1744-98), er chef for de fiktive "nymfer". Hun er halvt gudinde, halvt prostitueret, en nøglefigur blandt de demimonde figurer i Fredmans epistlar.
Epistlerne er værdsat for den måde poesi og musik passer sammen. Bellman valgte ikke at komponere melodierne, men i stedet låne og tilpasse eksisterende melodier, muligvis for at udnytte humoren ved at modstille velkendte melodier med de betydninger, han gav dem.
Det kan også have været beregnet til at give historisk dybde til hans arbejde; han brugte undertiden betydelig energi på at tilpasse melodien til behovet i en epistel.
Mange af epistlerne har bevaret deres kulturele betydning i Skandinavien, især i Sverige. De synges og udgives stadig: af kor som Orphei Drängar, af professionelle solosangere som Fred Åkerström og Cornelis Vreeswijk og af ensemblesangere som Sven-Bertil Taube og William Clauson. Epistlerne er oversat helt eller delvis til blandt andet tysk, fransk, engelsk, russisk, polsk, finsk, italiensk og hollandsk.

## Oversigt
Bellman skrev i alt 82 sange til Fredmans Epistlar, begyndende i 1768. Det overordnede tema er på overfladen drikkeri og dets virkninger, men epistlerne er meget langt fra at være drikkeviser. I stedet er de en mangfoldig samling af sange, der ofte beretter en historie.
De er undertiden romantisk pastorale, nogle gange seriøse, endog sørgmodige, men altid dramatiske, fulde af liv.
Sammen "tegner de i ord og musik et billede af deres tid".
De er befolket af en lang række karakterer fra Bellmans tid, 1700-tallets Stockholm, men er samtidig udført i rokokostil for at opnå en romantisk eller humoristisk virkning.
På den måde konfronteres tilhørerne både med en slående realisme og et klassisk billedsprog, 'classical imagery'.
Inden for disse generelle temaer følger epistlerne ikke noget udpræget mønster og beretter ikke tilsammen en enkelt historie.
Også deres melodier lånes fra en række kilder, ofte franske.
Ordene, der er tilpasset melodierne, er ofte i parodisk kontrast til deres oprindelige temaer, hvilket sandsynligvis har haft humoristisk virkning på deres publikum i 1700-tallet.
Fredmans Epistlar er således ikke let at kategorisere, og kritikeren Johan Henric Kellgren udtalte, at Bellmans sange ikke havde noget forlæg og ikke kan have nogen efterfølgere.
Kellgren i fortalen til udgaven fra 1790:
"... Olycklig den, som utan öra och röst vil dömma om dessa Arbeten; men brottslig den, som efter vanlige Reglor vågar at granska hvad ej kan jämföras, hvad som varit utan Mönster, och skall blifva utan efterfölgd. ..."
(dansk resumé): '... Ulykkelig den, der uden øre og stemme vil bedømme disse værker; men kriminel den, der efter sædvanlige regler vover at undersøge, hvad der ikke kan sammenlignes, det der har været uden forlæg og som skal forblive uden efterfølgere. ...'
Bellman var en dygtig og underholdende fremfører af sangene og ledsagede sig selv på cister.
Han brugte forskellige stemmer og efterlignede lyden af en folkemængde, for eksempel den talte indledning til Stolta Stad!, epistel nr. 33.
Han er usædvanlig, endog unik, blandt store digtere, fordi næsten hele hans arbejde var "udtænkt til musik".
Hans præstation er blevet sammenlignet med Shakespeare, Beethoven, Mozart og Hogarth.
Bellman var imidlertid ikke en stor dramatiker eller en stor klassisk komponist.
Hans biograf, Paul Britten Austin (1922-2015), antyder, at sammenligningen med Hogarth er den der kommer nærmest.
Bellman havde evnen til at bruge elegante klassiske referencer i komisk kontrast til den barske og usle virkelighed der følger af drikkeri og prostitution.
Han gør det ved både at beklage og lovprise disse excesser med sang og opnår noget af det samme, som Hogarth opnåede med graveringer og maleri.
Kunsthistorikeren Axel Romdahl (1880-1951) beskriver Bellmans følsomhed som havde han været maler:
"En usædvanlig hurtig opfattelse af både lyd og billede må have kendetegnet ham."
Paul Britten Austin er enig heri og bemærker, at "Når [Bellmans] ord og musik har fortonet sig, er det det visuelle billede, der er tilbage."
Jan Sjåvik kommenterer i den historiske ordbog om skandinavisk litteratur og teater, at 'Bellmans præstation består i at tage denne ydmyge og ikke-anerkendte litterære genre [drikkevisen] og hæve den til en genre, der blev umulig at ignorere, mens der i processen blev skabt sange og karakterer, der er blevet en uundværlig del af Sveriges litterære og kulturelle arv.'

## Epistlerne
Mange af de 82 sange i Fredmans Epistlar er stadig populære i Sverige.
Deres forskellige stilarter og temaer kan illustreres med eksempler på nogle af de mest kendte sange.
Epistel nr. 23, "Ach du min Moder!" er blevet beskrevet som svensk litteraturs 'at være eller ikke være'. Den fortæller i realistisk stil historien om en beruset (Fredman), der vågner i rendestenen uden for kroen Kryp-In ('Här ligger jag i rännsten och betraktar ... ').
Han forbander sine forældre for at have undfanget ham 'måske på et bord' ('Ell' kanske på et bord'), mens han ser på sit iturevne tøj ('Rocken i trasor!').
Ved daggry åbner kroen, og han kommer ind og får sit første glas.
Sangen slutter med en høj taksigelse til den berusedes mor og far.
I modsætning hertil er rokokoscenen i epistel nr. 28 "I går såg jag ditt barn, min Fröja", der beretter om et forsøg på at arrestere "nymfen" Ulla Winblad, baseret på en virkelig begivenhed.
Bellman kombinerer her realisme – Ulla iført en sortbroderet bul mister sit ur i en navngiven gyde (Yxsmedsgränd) i Stockholms Gamla Stan – med billeder fra klassisk mytologi, som en myrte og en henvisning til gudinden Afrodite.
En anden tone er anslået i nr. 40, "Ge rum i Bröllops-gåln din hund!" (Gør plads i bryllupssalen, din hund!), da nogle ustyrlige soldater ved et kaotisk bryllup på en voldsom måde blander sig med musikerne og bryllupsfesten.
Råb og panik ved en skorstensbrand skaber sammen med et komplekst rimmønster et humoristisk billede af den katastrofale begivenhed.
Historien slutter med at den tilknyttede frivillige indsamling til Serafimerlasarettet bliver røvet, bl.a. af præsten : "...En tog en plåt, Prästen två, sen skildes de åt" ('plåt' er en mønt).
En senere epistel, nr. 48, 'Solen glimmar blank och trind', fortæller om den afslappede og fredelige bådfærd, der bringer Ulla Winblad tilbage til Stockholm over Mälaren en dejlig forårsmorgen efter en nat med svir.
Mændene i båden råber til hinanden, tilsyneladende tilfældigt, men hver detalje bidrager til at skabe et pastoralt billede: "Solen glimmar blank och trind / Vattnet likt en spegel / Småningom upblåser vind / I de fallna segel ..."
Sangen er "en af Bellmans største" og skaber "et uforligneligt panorama af det attende århundrede i Stockholm, som møder os i Martins billede".
Epistel nr. 71, "Ulla! min Ulla! säj får jag dig bjuda", er en anden af de mest elskede pastorale epistler, og melodien kan være af Bellman selv.
Den beretter om hvordan Fredman en sommerdag sidder på hesteryg uden for Ullas vindue på værtshuset Fiskartorpet og inviterer hende til at spise med sig: "Ulla! min Ulla! säj får jag dig bjuda / Rödaste Smultron i Mjölk och Vin? ...", '... rødeste skovjordbær i mælk og vin'.
Den følgende epistel, nr. 72, "Glimmande nymf" (skinnende, strålende nymfe), er et natstykke, der er sat til en melodi i andante fra en fransk opéra comique.
Det beskriver i erotisk detalje "nymfen" sovende i sin seng.
For at skabe den ønskede stemning af stigende spænding skaber Bellman en regnbue – efter solnedgang – og
Paul Britten Austin bemærker, at publikum "end ikke bemærker det".
Epistel nr. 80, "Liksom en Herdinna, högtids klädd" (Som en hyrdinde, festklædt), en pastorale, der næsten parafraserer Nicolas Boileau-Despréauxs franske vejledning til opførelse af pastorale vers. Epistel 80 indleder med:
Liksom en Herdinna, högtids klädd,
Vid Källan en Juni dag,
Hopletar ur gräsets rosiga bädd
Sin prydnad och små behag.
(resumé omtrent: Som en festklædt hyrdinde ved kilden en junidag fra græsmarken samler små prydelser til sin klædning.)
Virkningen er "næsten religiøs påkaldelse".(Austin)
Den sidste epistel i samlingen, nr. 82 "Hvila vid denna källa" (Hvil ved denne kilde),
en pastorale der skildrer et "lille morgenmåltid" i et landskab omkring Stockholm.
Rødvinen flyder, stegt kylling og mandeltærte.
Blomster "af tusind slags" overalt; en hingst paraderer på en mark "med hoppe og føl"; en okse brøler; en hane på taget, og en skade kvidrer.
I mellemtiden opfordres musikerne til at blæse sammen med vindguden Eol, små kærlighedsånder (en. love-sprites) bliver bedt om at synge, og Ulla kaldes en nymfe.
Den afsluttende korsang opfordrer alle at drikke deres dram.
Klang Ullas amaranther,
Af alla slag!
Blåsen J Musicanter,
Och hvar och en sin kallsup tag.
Hvar en sin kallsup tag.

## Epistlernes persongalleri
I epistlerne optræder et galleri af fiktive og halvfiktive figurer, der deltager i mere eller mindre virkelige begivenheder i og omkring Stockholm på Bellmans tid.
Dette persongalleri indeholder over 40 navngivne personer, hvoraf mange kun optræder en eller to gange.
Nogle, som hovedpersonerne Jean Fredman og Ulla Winblad, er baseret på virkelige personer, og i Fredmans tilfælde blev hans rigtige navn brugt.
Epistlernes 'Fredman' er en alkoholiseret tidligere urmager og den centrale karakter og fiktive fortæller.
Han er således tilsyneladende til stede i alle epistlerne, men er kun nævnt i nogle få af dem.
Baggrunden for mange af epistlerne, Stockholms kroer, besøges også af musikere, blandt andet Christian Wingmark på fløjte, Fader Berg på forskellige instrumenter, Fader Movitz og dansemester, korporal Mollberg. 
En bestemt gruppe er 'Bacchi Orden': For at blive medlem må man være set mindst to gange liggende drukken i en rendesten i Stockholm.
Blandt de mindre karakterer er brændevinsmageren Lundholm.
En anden er Norström, Ulla Winblads mand; den virkelige Eric Nordström giftede sig med den "virkelige Ulla Winblad", Maria Kristina Kiellström, en silkespinderske og en falden kvinde, der blev gravid med en tilfældigt forbikommende adelsmand.
I epistlerne er Ulla Winblad chef for "nymferne".
Hun er halvt gudinde, halvt prostitueret, chef for epistlernes demimonde figurer.

## Rokokotemaer
Mange af epistlerne har et rokokotema, især de pastorale stykker med et persongalleri af guder og halvguder fra klassisk mytologi. Således er epistlel nr. 25, "Blåsen nu alla!" (Alle, blæs nu! – med underteksten: 'Som är et försök til en Pastoral i Bacchanalisk smak, skrifven vid Ulla Winblad s öfverfart til Djurgården.') en kort sejlads i den stockholmske skærgård til Djurgården, med torden, brusende bølger, Venus, Neptun, tritoner, postillioner, engle, delfiner, zephyrer "og Pafos' hele magt 'såvel som vandnymfer der plasker rundt om "nymfen"', altså Ulla Winblad.
Da epistlerne fokuserer på drikkeri og dets virkninger, er hovedpersonerne Bacchus og Venus/Fröja.
 Persongalleriet er bredere: 
- Amaryllis – en nymfe for landskabet (fra Virgil's Bucolica)
- Bacchus – guden for vin og vindrikning
- Charon – færgemanden til Hades, der bringer sjælene til de dødes sted
- Chloris/Flora – nymfe eller gudinde for forår, blomster og vækst
- Klotho – en af de tre skæbner, der spinder tråden i menneskelivet (som pludselig skæres af)
- Cupido/Astrild – guden for attrå og erotiske kærlighed. Astrild er af sen nordisk oprindelse
- Jupiter/Jofur – konge for guderne på Olympen, tordengud
- Morfeus – gud for søvn, drøm
- Neptun – havets gud, der ledsager Venus' fødsel af bølgerne
- Nymfe – en (smuk) kvindelig naturguddom
- Pan – hyrdens og dyreflokkens gud og gud for bjergenes liv og den vilde jagt i græsk mytologi.
- Themis – gudinde for skik og brug, repræsenterer traditionen og jorden (mytisk gennem sin mor Gaia).
- Triton – en af havets budbringere, der ledsager Neptun.
- Venus / Fröja / Pafos i mytologien – kærlighedens gudinder

## Realisme
Ved siden af det åbenlyst mytologiske indeholder Fredmans epistler en overbevisende realisme i fremstillingen af billeder fra livet i de lavere lag i Bellmans samtidige Stockholm.
Bellman selv lavede en liste med beskrivelser af sine karakterer og gav et kort portræt af hver enkelt, som 'Anders Wingmark; Klädmäklare i Urväders gränd, för detta mycket glad och småförståndig' (en munter og fornuftig klædehandler i gyden Urväders gränd'.
Forskellige karakterer optræder i forskellige epistler. Der er en ildebrand i epistel 34.
I epistlerne 46 og 47 er en begravelse hurtigt arrangeret, og i epistel 53 bryder en kamp ud.
Mange af sangene handler om virkningen af stærke drikke, fra ødelæggelsen i Gröna Lund-kroen i epistel 12 – 'Elegie öfver Slagsmålet på Gröna Lund' – til portrættet af en drunkkenbolt, der ligger i rendestenen i epistel 23, karakteriseret af Oscar Levertin (1862-1906)) som svensk litteraturs "at være eller ikke være".
Også de pastorale epistler giver indtryk af at finde sted på virkelige steder, med mennesker af kød og blod på bestemte tidspunkter.
Epistel 48 beretter om hvordan vennerne en sommermorgen i 1769 vender tilbage til Stockholm med båd efter en aften på en ø i Mälaren.
Hvert af de enogtyve vers maler et billede af et øjeblik på den fredelige rejse: vinden bevæger de slappe sejl, skipperens datter kommer ud af sin kahyt, hanen galer, kirkeklokken slår fire om morgenen, solen skinner på det rolige vand.
Virkningerne kan synes at være planløse, men "hver stanza er et lille billede, indrammet af sin melodi.
Vi husker det hele, synes at have levet det igennem som en formiddag i vores eget liv."
Paul Britten Austin kalder det 'et nyt syn på landskab og byscenerie'.
"Frisk som Martins.
Detaljeret som Hogarths.
Delikat og æterisk som Watteaus." ("a new vision of the natural and urban scene. Fresh as Martin's. Detailed as Hogarth's. Frail and ethereal as Watteau's.")
Paul Britten Austin siger om Bellmans realisme at virkningerne er valgt for at kunne bruges i sang, snarere end at være strengt korrekte eller endda mulige.
Således ses i epistel 72, "Glimmande Nymph! blixtrande öga!", regnbuen med glødende farver "af purpur guld och grönt" efter solnedgang.
Han bemærker "Pyt. Det er en smuk scene, selv om kronologien kræver meget poetisk velvilje." ('Never mind. It is a beautiful scene, even if its chronology calls for much poetic license.')
Eller i epistel 80, "Liksom en Herdinna, högtids klädd" (Som en hyrdinde, festklædt) er bonden af en eller anden grund gået til eller kommer fra markedet på en søndag, hvor markedet ville være lukket.
"Där Bonden tung med rullande hjul" : Hans vogn må have været topmålt fuld, hvis den indeholdt kyllinger, lam og kalve på en gang.
Men det måtte være på en søndag for at Ulla Winblad kunne træde ud af sin gyngende hestevogn fra en tur i byen.
Austin bemærker, at "indtil sådanne fejl, solecismer faktisk bliver påpeget, lægger man ikke engang mærke til dem."
Det er det samme med måltiderne, som ville forårsage "forfærdelig fordøjelsesbesvær", hvis tilhøreren faktisk skulle spise dem,
men "som en fest for sind, øje og øre er de meget tilfredsstillende", fantasien næres af "al den poetiske rigdom", som Bellman giver.
Litteraturhistorikeren Lars Warme bemærker, at Bellmans skarpe øje for detaljer har indbragt ham ros for at være den første svenske realist, men Warme afbalancerer det straks ved at sige at:
"... hans særlige udgave af "realisme" bærer med sig et stort mål af ren fantasi, grotesk humor og – ikke mindst – en elegant overflade af klassisk mytologi."
Warme krediterer Bellman for at have et godt kendskab til de værktøjer en litterær håndværker gør brug af, der bruger retorik og klassisk viden "for at give en teatralsk kulisse for personerne på kroerne." Resultatet er en "forbløffende blanding af realisme og vild mytologisk fantasi", tilføjet komplicerede musikalske strukturer:
"... marcher og kontradanse, operaariettaer og yndefulde menuetter. Kun ved afledning (en. derivation) sættes det i forbindelse med en drikkevise. Som kunstnerisk præstation står den alene i svensk poesihistorie."

## Musikken
Kritikeren Johan Henric Kellgren fandt i sin introduktion til den første udgave,
at sangene ikke kunne værdsættes fuldt ud kun som digte:
"...Man fanger ikke mere end halvdelen af disse digtes værdi, hvis man kun kender dem som digte. Aldrig før var visekunst og tonekunst mere søsterligt forenet. Det er ikke vers gjort til denne musik; ikke musik sat til disse vers: De klæder hinanden, så sammensmeltede til én skønhed, at man næppe kan se, hvilken der ville savne den anden mest for sin perfektion: versene for at blive opfattet rigtigt, musikken for at høres rigtigt. ..."
Idet han citerede Kellgren i det afsluttende afsnit af sin afhandling, kommenterede musikologen James Massengale: "Det er sådan det burde siges!"
Massengale argumenterer at da musikken er så betydningsfuld i epistlerne og da Bellman var mere end tilstrækkelig musikalsk begavet til at skrive musik, er det bemærkelsesværdigt at al eller næsten al musik er lånt.
Han foreslår at det ser ud til at Bellman ville bevare antydninger af det lånte. ("...seems to indicate that Bellman wanted to preserve some vestige of the borrowing.")
At musiklånene ikke blot drejede sig om at spare besværet eller var på grund af manglende dygtighed, viser den kendsgerning – ifølge Massengale – at omfanget af det arbejde Bellman måtte lægge i melodierne til epistel 12 ("Gråt Fader Berg och spela") og 24 ("Kära Syster!") helt sikkert svarede til anstrengelserne med at komponere nye melodier' ("surely tantamount to the production of new melodies.")
At låne var accepteret, endog tilskyndet på den tid, men det forklarer ikke hvorfor Bellman gjorde det så vedholdende.
Massengale foreslår den 'poetiske mulighed', at Bellman ville udnytte den humoristiske konstrast mellem en melodi af én type og en beretning af en anden, eller mellem en eksisterende forestilling knyttet til en melodi og en ny præsenteret i epistlen.
Derudover var Bellman i stand til at udnytte hvad hans publikum vidste var lånt musik for at forstærke epistlernes historiske flavour ved at introducere nøjagtig den slags tvetydighed han søgte.
Massengale fremhæver at i epistlerne bruger Bellman en række forskellige metoder for at få poesien til at virke.
For eksempel benytter han i epistel 35 ("Bröderna fara väl vilse ibland") den retoriske figur anadiplosis (gentagelse af sidste ord i et afsnit ved begyndelsen af det næste) i strofe tre linje to og tre med:
På barnhuset skaffa jag Barnet;
Barnet det dog; med Calas på dess mull
Han benytter epanalepsis (gentagelse af det første ord ved slutningen af et afsnit) i vers 3 med "Men, min Anna Greta, men!" og igen i strofe 5.
Han benytter anaphora (gentagelsen af et ord i begyndelsen af naboafsnittet) i strofe 4, 'häll': "Och häll den på hjertat, häll man fyra", og igen i strofe fem.
Massengale fremholder at musikalsk poesi som denne epistel, altid er et kompromis, da det både må passe til musikken eller slet ikke være egnet til musikledsagelse, og stå i modsætning til musikken eller ikke være egnet som poesi.
Sidste strofe, der indeholder alle tre metriske teknikker, er ikke – argumenterer Massengale – et eksempel på 'forfald', decay, men viser Bellmans frihed, skift af fokus (fra beklagelse til accept), og epistlens afslutning eller afrunding.

## Eftervirkning

### På Bellmans egen tid
Kong Gustav 3. kalder Bellman "Il signor improvisatore". Bellman siges at have haft et "enormt ry" i sin levetid.
Kritikeren Kellgren protesterede imidlertid både mod Bellmans berømmelse og mod hans brud mod reglerne for god litterær smag. Kellgren satte sine indvendinger i vers:
| Svensk | Engelsk | Dansk (at forbedre) |
| --- | --- | --- |
| Anacreon, hvar är ditt lof? En annan röfvat har din lyra, Som quick i fylleriets yra, Förtjusa lärt Priapi hof; Som lik i otuckt med Chrysipper, (b) Och lika rik på vittra föl, ... (b): Chrysippos, en ymnig och smutsig Poët i Grekland: Skref 500 vers om dagen. Hans poëmer voro 705 till antalet. Dog af Skratt 204 före vår Frälsares Jesu Christi Födelse. | Anacreon! Where is thy fame? Thy lyre another's hand has seized Whose wit, with drunken sallies pleas'd, Priapus' court delights; the same Grows wild apace as e'er Chrysippos, (b) And full as rich his learnéd vein. ... (b): Chrysippos, a sumptuous and dirty poet in Greece: wrote 500 verses a day. His poetry was 705 in number. Died of laughter 204 before the birth of Jesus Christ, our Saviour | Anakreon! Hvor er din berømmelse? Din lyre har en anden hånd grebet Som hurtigt, i drukkenskabens forvirring, Har besnæret Priapos' hof; (?) Som lig i utugt med Chrysippos, (b) Og fuldt så rig på forvitret afkom. ... (b) : Chrysippos, en overdådig og beskidt digter i Grækenland: Skrev 500 vers om dagen. Hans poesi var 705 i antal. Døde af latter 204 før vor Frelser Jesu Kristi fødsel.) |

Med andre ord var Bellman en 'værtshusrimsmed' (en. "tavern rhymester") med et – indrømmet – vidunderligt talent for improvisation, en poet der i udstrakt grad ignorerede reglerne for litterære genrer.
Inden for den klassiske tradition var der for eksempel oder og satirer, der skulle have forskellig metrik og forskellig brug af sprog.
Kellgren havde ikke noget imod (den amorale) holdning ('did not mind the amoral attitude, indeed he shared it')
Men en epistel som nr. 28 gjorde brug af alle stemninger, "fra det lyriske til det humoristiske, det tragiske, det deskriptive og dramatiske."
Det var for meget for kritikere som Kellgren.

### Senere perioder
Bellman blev sunget med fryd ('med förtjusning') af studenter og skoleelever fra begyndelsen af 1800-tallet.
Den romantiske bevægelse behandlede Bellman som et inspireret geni, hvorimod han senere blev beundret mere for kunstneriske evner og litterær fornyelse.
Forskning i Bellmans arbejde begyndte i 1800-tallet; det svenske Bellmanssällskapet bidrog i 1900-tallet til formalisering af studierne af Bellman med deres standardudgave og Bellmansstudier.
Mod slutningen af 1900-tallet blev der skrevet et stigende antal afhandlinger om Bellmans liv og arbejde.
Mange af sangene er forblevet kulturelt betydningsfulde i Skandinavien, især i Sverige, hvor Bellman nyder "stor popularitet til denne dag".
I 1989 understøttede den svenske regering en udgave af Bellmans epistler og sange med illustrationer af Peter Dahl for at gøre teksterne tilgængelige for et bredere publikum.
Bellman er blevet sammenlignet med digtere og musikere så forskellige som Shakespeare og Beethoven.
Åse Kleveland bemærker, at han er blevet kaldt "svensk poesi Mozarts og Hogarth", idet hun noterer at
"Sammenligningen med Hogarth var ikke tilfældig. Som den engelske portrætmaler tegnede Bellman i sine sange detaljerede billeder af sin samtid, ikke så meget af livet ved hoffet som af almindelige folks hverdag.
Paul Britten Austin siger simpelthen at:
"Bellman er unik blandt store digtere derved – tror jeg – at næsten hele hans opus er skabt til musik. Andre digtere, især vores elizabethanere, har selvfølgelig skrevet sange. Men sang var kun en del af deres kunst. De efterlod ikke, som Bellman gjorde, et stort musikalsk-litterært værk; ej heller maler de i ord og musik et billede af deres samtid. Og deres sange er heller ikke dramatiske.
Charles Wharton Stork (1881-1971) kommenterede i introduktionen til sin antologi fra 1917 om svensk poesi i et afsnit om den gustavianske periode 1771-1809, at: "Antologisten finder kun lidt at dvæle ved, indtil han kommer til Karl Mikael Bellmans (1740-1795) poesi; men her må han opholde sig længe."
Idet han karakteriserede ham som en "improvisationens mester", skrev han:
"Som alle de store mestre forener Bellman de modsatte elementer af stil og indhold, af form og ild (of form and fire). Hans indhold kan minde en om billederne af Rom i Horats' Epistler. Fredman – digteren selv – introducerer sine læsere til en snæver vennekreds: til Movitz, Mollberg, Amaryllis, Ulla Vinblad og resten af persongalleriet. Med dem oplever vi livet i Stockholm: Verden vågner ved daggry efter regn, en begravelse, en koncert, et besøg hos en syg ven og forskellige idylliske udflugter til de nærliggende parker og landsbyer. Den lille verden lever og vi lever i den. I forhold til denne del af Bellmans geni vil kritikeren erklære ham for en realist af første orden. Men når man bemærker hans blændende beherskelse af formen, hans ødsle (prodigal) behandling af metrik og stanza, hans lethed og spontanitet, er man lige så fristet til at kalde ham en virtuos af lyrisk stil."

### Fremførelser og indspilninger
Epistlerne synges i vid udstrækning og er indspillet af såvel amatørkor som af professionelle sangere.
Orphei Drängar er et kor opkaldt efter en sætning i epistel 14 (Hör J Orphei Drängar,) og dannet for at fremføre værker af Bellman. De giver koncerter rundt om i verden med musik af mange komponister.
Flere professionelle solosangere i svensk balladetradition skabte sig et navn i 1960'erne ved at synge Bellman, mens de ledsagede sig selv på guitar i en slags bellmanstil, 'bellmanesque'.
De var medlemmer af kunstnersammenslutningen Storks i Stockholm, og de talte blandt andet Fred Åkerström (1937-1985) med albummet Fred Sjunger Bellman, Glimmande Nymf og Vila vid denne källa, og Cornelis Vreeswijk med albummet
Spring mot Ulla, spring! og Movitz! Movitz!
Andre sangere som Sven-Bertil Taube og William Clauson brugte et mindre autentisk akkompagnement i form af et ensemble; Clauson var også den første til at udgive en optagelse af Bellman på engelsk, sideløbende med de svenske indspilninger.
Sangere fra andre traditioner synger somme tider Bellman; for eksempel folkesangeren Sofia Karlsson og rockmusikeren Kajsa Grytt.

## Udgaver
Udgaven fra 1790 var den eneste der udkom i Bellmans levetid.
Det blev udgivet af Olof Åhlström (1756-1835), med 'kungligt privilegium'; han havde monopol på trykning af noder i Sverige.
Åhlström arrangerede sangene for klaver, og Johan Henric Kellgren redigerede sangteksterne og skrev en introduktion, men omfanget af deres indflydelse på udformningen af Fredmans epistler kan ikke fastlægges fuldt ud.
Udgaven blev illustreret med en frontispice af den svenske kunstner Johan Tobias Sergel, graveret af Johan Fredrik Martin.
Korpus af udgivne epistler ændrede sig ikke efter Bellmans død.
Mange mindre udvalg fra epistlerne er blevet offentliggjort, nogle gange med illustrationer og introduktioner.
Epistlerne er blevet oversat, i det mindste delvist, til blandt andet tysk, fransk, engelsk, russisk, polsk, finsk, italiensk og hollandsk.
Den engelske udgave af Paul Britten Austin er et udvalg af epistlerne og er i rimede vers med den oprindelige metrik.
Austin karakteriserer udfordringen ved oversættelse som vanskelig eller umulig, og indrømmer, at hans oversættelser på en måde uundgåeligt er "lidt tamme", 'a little faint'.
Han forklarer at det skyldes, at "Bellmans dagligsprog som fornærmede hans samtidige, stadig for svenske ører opfattes som dagligsprog.
Mine gengivelser kan derfor virke en smule antikverede, men at have gjort som Bellman gør så strålende, kombinere samtidig slang med rokokodiktion ville have givet en skrækkelig virkning."
Der findes adskillige udgaver og udvalg af epistlerne, nogle med illustrationer, nogle med musik, nogle trykt sammen med
Fredmans sange.

## Galleri
| - Bellman med pibe og illustrationer til epistlerne - Johan Tobias Sergel, 1792: Portræt af Bellman, som plejede at sidde for sig selv og bakke på en pibe ved sine optrædener - Pastoral udsmykning til epistel nr. 1 i Fredmans Epistlar. Gravering 1790 - Vignet til Bilder ur Fredmans Epistlar af Carl Wahlbom (1810-58) |